# La Ferme du pendu
Pour plus de détails, voir Fiche technique et Distribution.
La Ferme du pendu est un film français réalisé par Jean Dréville d'après le roman éponyme de Gilbert Dupé et sorti en 1945, .

## Synopsis
Après la mort de leur père, le fils aîné, François, interdit à ses frères, Grand Louis et Bénoni, et à sa sœur, Amanda, de se marier pour éviter le démembrement de l'exploitation familiale. Amanda se révolte et quitte la ferme. Elle rejoint un prétendant à Nantes où ils ouvrent un café. Grand Louis, inlassable coureur de jupons, viole Marie, la servante. Comme il a séduit plusieurs femmes mariées des environs, il est attaqué et roué de coups par un groupe de villageois avides de vengeance. Il reste boiteux. Un rebouteux remarque que Marie est enceinte. L'enfant est celui du viol et Grand Louis y voit comme un salut, mais François ne veut pas en entendre parler et scie un barreau de l'échelle empruntée par Marie, qui se casse une jambe et perd l'enfant. Sans nouvelles de Marie, les villageois viennent pour tenter de la voir. Ils sont accueillis à coups de fusil par Grand Louis, qui finit par se pendre.
François se sépare de Marie qu'il considère comme la cause, pour ne pas dire la responsable, de tout ceci. Bénoni jette alors à François ce qu'il a sur le cœur : « À qui elle ira, ta terre, [...] quand tu seras dessous, puisque t'as pas d'enfants... ? » Il quitte la ferme avec Marie et François reste seul.
Onze ans plus tard, alors que François, malade et sans héritier, voit venir la mort, sa sœur Amanda revient pour quelque temps à la ferme avec son fils, Jean. Celui-ci découvre avec joie la vie de la ferme et François tente de convaincre sa sœur de le laisser vivre avec lui...

## Fiche technique
- Titre : La Ferme du pendu
- Réalisation : Jean Dréville
- Adaptation et dialogues : André-Paul Antoine, d'après le roman de Gilbert Dupé[1]
- Photographie : André Thomas, assisté de Marcel Weiss
- Musique : Marcel Delannoy
- Chanson : Les Crayons de Bourvil et Étienne Lorin
- Décors : Max Douy, assisté de James Allan
- Son : Louis Perrin
- Montage : Jean Feyte
- Scripte : Jeanne Witta-Montrobert
- Administrateur : Marcel Lazare
- Tournage : du 20 juin au 8 août 1945
- Production : Productions André Tranché, Les Films Corona
- Directeur de production : Jean-Claude Carlus, assisté de Renaud Douchin
- Société de Distribution : LCJ Éditions et Productions
- Pays :  France
- Format :  noir et blanc - 1,37:1 - 35 mm - Son mono
- Durée : 90 minutes
- Genre : drame
- Date de sortie : 
  - France - 5 décembre 1945
- Visa d'exploitation : 862 (délivré le 30/11/1945)

## Distribution
- Charles Vanel : François Raimondeau, l'aîné
- Alfred Adam : Grand Louis, frère de François
- Guy Decomble : Bénoni, autre frère de François
- Arlette Merry : Amanda, sœur de François
- Lucienne Laurence : Marie Granoult, la servante
- Adrienne Alain : la Renaude
- Georges Bever : Filladeau, le rebouteux
- Bourvil : le bourrelier, le chanteur à la noce
- Léonce Corne : Ménétrier, mari de "La Mauffe"
- Hélène Dartigue : Margot, la servante âgée
- Robert Demorget : le petit Jean, le fils d'Amanda
- Claudine Dupuis : Mauffe Ménétrier
- Henri Génès : Jérome Taillemet, le brigadier
- Gaston Mauger : M. Taillemet, un voisin
- Marthe Mellot : la grand-mère de Marie
- Robert Moor : maître Ménager, le notaire
- Jean Morel : un ami de Ménétrier
- Jacqueline Noëlle
- Laure Paillette : une commère
- Jean-Marc Tennberg : un gars
- Ginette Valton : la mariée
- Jack Gauthier
- Jacques Dubois
- Marcel Magnat

## À noter
- Le titre primitif du film était La Ferme du maudit[2].
- Bourvil interprète dans le film la chanson Les Crayons. Ce long métrage est le premier où il ne fait pas que de la figuration.
- Le tournage du film a eu lieu dans le Haut Bocage, à l'est de la Vendée, plus particulièrement dans les communes de Pouzauges et de Montournais. Quelques scènes ont été tournées au logis de la Maison Neuve, à Montournais.